# ديفيد ألي
ديفيد ألي (بالإنجليزية: David Allee)‏ هو مصور أمريكي، ولد في 1969.